# HD 125072
HD 125072 är en ensam stjärna belägen i den södra delen av stjärnbilden Kentauren. Den har en skenbar magnitud av ca 6,64 och kräver åtminstone en handkikare  för att kunna observeras. Baserat på parallaxmätning inom Hipparcosuppdraget på ca 84,8 mas, beräknas den befinna sig på ett avstånd på ca 39 ljusår (ca 12 parsek) från solen. Den rör sig närmare solen med en heliocentrisk radialhastighet på ca -15 km/s.

## Egenskaper
HD 121504 är en orange till gul underjättestjärna av spektralklass K3 IV. Den har en massa som är ca 0,8 solmassor och en effektiv temperatur av ca 4 900 K.